# Duguetia barteri
Duguetia barteri là loài thực vật có hoa thuộc họ Na. Loài này được (Benth.) Chatrou mô tả khoa học đầu tiên năm 1998.